# Viêm phúc mạc
Viêm phúc mạc là viêm khu vực phúc mạc, lớp lót của thành trong của bụng, đóng vai trò lớp bao phủ các cơ quan trong bụng. Các triệu chứng có thể bao gồm đau dữ dội, sưng bụng, sốt hoặc sụt cân. Một phần hoặc toàn bộ bụng có thể bị đau. Các biến chứng có thể bao gồm sốc và hội chứng suy hô hấp cấp tính.
Nguyên nhân bao gồm thủng đường ruột, viêm tụy, bệnh viêm vùng chậu, loét dạ dày, xơ gan hoặc vỡ ruột thừa. Các yếu tố nguy cơ bao gồm cổ trướng và thẩm phân phúc mạc. Chẩn đoán thường dựa trên kiểm tra, xét nghiệm máu và hình ảnh y tế.
Điều trị thường bao gồm kháng sinh, truyền dịch, thuốc giảm đau và phẫu thuật. Các biện pháp khác có thể bao gồm ống thông mũi hoặc truyền máu.  Nếu không điều trị tử vong có thể xảy ra trong vòng một vài ngày.  Khoảng 7,5% số người bị viêm ruột thừa tại một số thời điểm. Khoảng 20% những người bị xơ gan nhập viện có bị viêm phúc mạc.

## Dấu hiệu và triệu chứng

### Đau bụng
Các biểu hiện chính của viêm phúc mạc là đau bụng cấp tính, đau bụng mềm, thành bảo vệ bụng, cứng thành bụng, nặng hơn khi di chuyển phúc mạc, ví dụ, ho (ho có thể được sử dụng như một bài kiểm tra), uốn cong hông hoặc có dấu hiệu Blumberg (aka sự hồi phục bụng mềm, có nghĩa là ấn một bàn tay vào bụng sẽ làm giảm cơn đau hơn là rút bàn tay một cách đột ngột, điều này sẽ làm cho cơn đau trở nên trầm trọng hơn, vì phúc mạc trượt trở lại). Độ cứng là thuộc tính rất đặc hiệu để chẩn đoán viêm phúc mạc (độ đặc hiệu: 76 – 100%, tỷ lệ khả năng dương tính: 3.6). Sự hiện diện của những dấu hiệu này ở một người đôi khi được gọi là phúc mạc. Sự cục bộ hóa của các biểu hiện này phụ thuộc vào việc viêm phúc mạc có khu trú hay không (ví dụ viêm ruột thừa hoặc rối loại tiêu hóa), hoặc tổng quát cho toàn bộ bụng. Trong cả hai trường hợp, đau thường bắt đầu như một cơn đau bụng chung chung (với sự tham gia của cơn đau cục bộ hóa của lớp màng bụng nội tạng), và có thể trở thành cơn đau cục bộ sau đó (có liên quan đến lớp màng bụng). Viêm phúc mạc là một ví dụ về đau bụng cấp tính.